# Testata (armi)

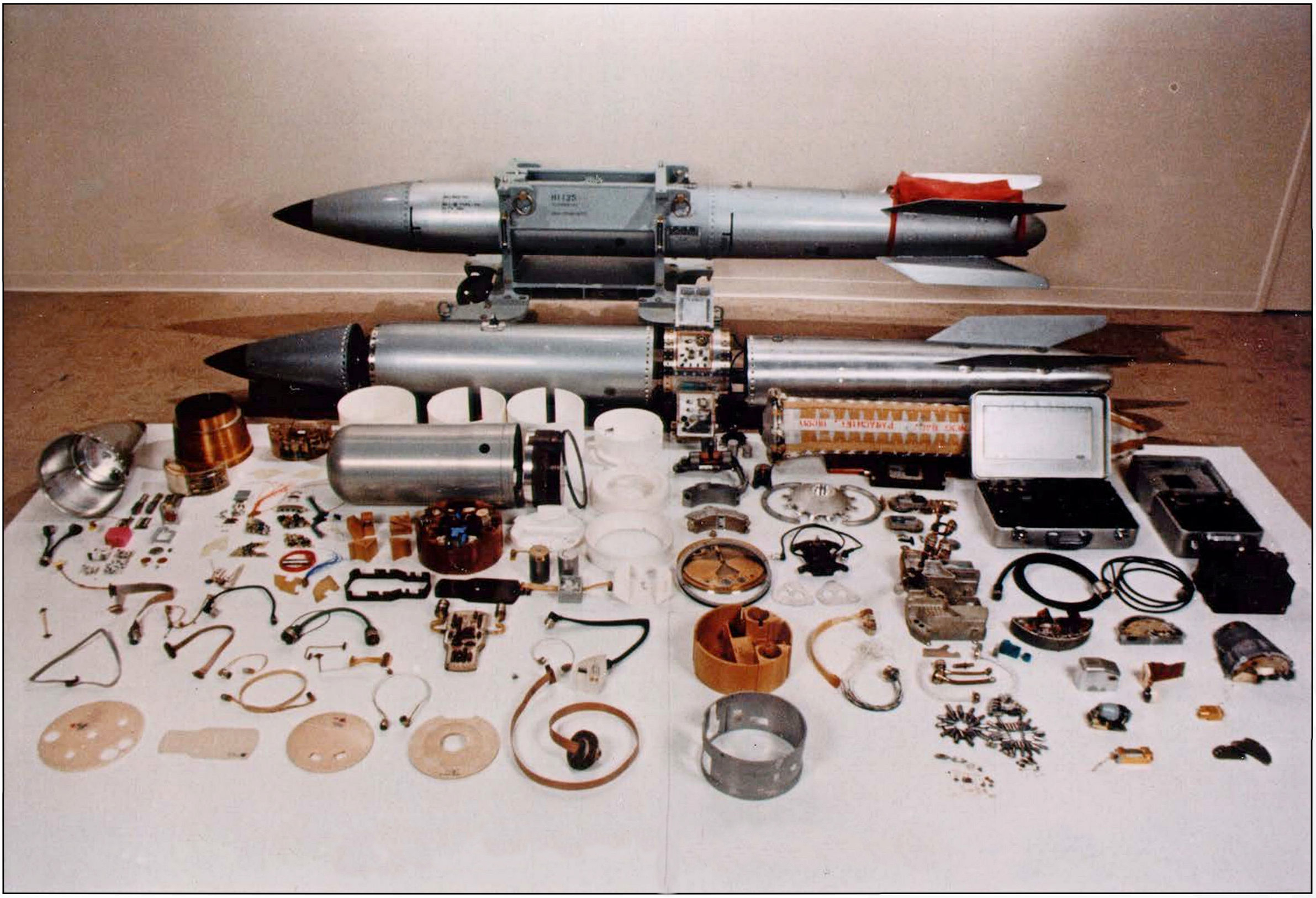
Un'arma atomica di tipo B61 assemblata e disassemblata. La testata nucleare è l'oggetto argentato di forma cilindrica al centro dell'immagine.

La testata è la parte anteriore del proiettile o del missile che contiene il materiale esplosivo o che deve entrare in contatto con il bersaglio. Da questa componente si può determinare la potenza di un'arma e la sua categoria.

## Tipi di testate
Le testate a seconda del loro componente e struttura hanno vari nomi:
- Testata nucleare, testata che sfrutta reazioni di fusione o fissione nucleare
- Chimiche, utilizzate per produrre armi chimiche
- Esplosive, utilizzate molto sui missili, dato il loro ridotto costo e buona efficacia su mezzi militari
- Metalliche o cinetiche, utilizzate sui proiettili, e realizzate in modo che possano perforare più agevolmente il bersaglio. In alcuni casi tali teste si deformano, formando una testa a fungo, per creare maggiore danno

## Utilizzo
Le testate a seconda del loro tipo e potenza, si possono utilizzare su varie munizioni/armi:
- Bombe, armi che vanno lanciate su avamposti o fabbriche o strutture strategiche nemiche.
- Missili, sono dei razzi che vanno a colpire mezzi militari.
- Proiettili, sono munizioni, utilizzate per colpire i militari.
- Siluri, armi progettate per l'utilizzo navale o aeronavale e destinate a rendere inoperative unità navali di superficie o in immersione.